# 바운티

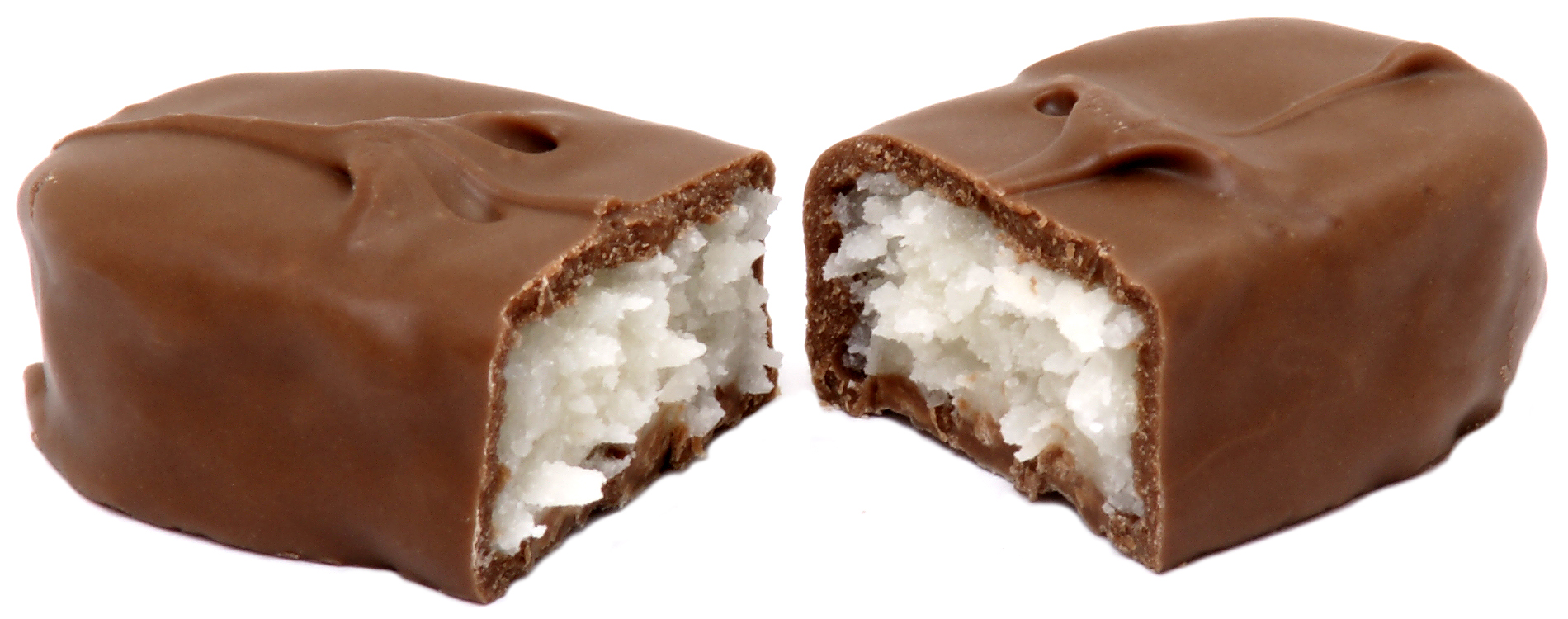
바운티

바운티(Bounty)는 미국의 마즈 인코퍼레이티드사에서 세계적으로 생산되고 판매되는 초콜릿 바이다. 1951년에 오직 밀크 초콜릿 코팅만을 사용하여 영국과 캐나다에서 처음 만들어졌다.
바운티는 코코넛의 굵은 슬라이스가 밀크 초콜릿안에 채워져 있다. 붉은 포장은 다크 초콜릿의 코팅을 사용한다. 보통 2조각이 한 패키지로 판매된다.
2006년부터, 체리맛이 오스트레일리아에서 판매되었다. 한정판매였지만, 2013년에도 구할 수 있다. 유럽에서, 망고맛 한정판이 판매되었다. 비록 바운티는 미국에서 판매되지 않지만, 월드마켓이나 국제식품코너에서 찾을 수 있다.
오스트레일리아의 Woolworths, Coles 등과 같은 대형 할인마트에서 쉽게 찾을 수 있는 초콜릿 바이다. 가득찬 코코넛 파우더로 매우 단 맛이 특징이다. 바 형태로 보편적으로 판매되나, 30조각이 따로 패킹되어있는 팩형식으로도 판매된다.

## 영양정보
```
|칼로리       = 490
|단백질      = 3,1
```

```
|지방       = 26
 |포화지방  = 20,4
```

```
|탄수화물   = 59
 |당류    = 50,2
```

```
|나트륨 = 98,2mg
```